# 에센셜 프로덕츠
에센셜 프로덕츠(Essential Products, 마케팅 이름: 에센셜, Essential)는 2015년 11월 9일 앤디 루빈이 설립하고 팰로앨토에 본사를 둔 미국의 테크놀로지 기업이자 제조업체이다. 이 회사는 에센셜 폰과 에센셜 폰용 360 카메라를 포함한 액세서리를 개발, 제조, 판매했다. 2020년 2월 12일, 이 회사는 새로운 핸드셋을 개발 중이지만 "고객에게 제공할 명확한 경로가 없다"고 밝히며 문을 닫았다.

## 역사

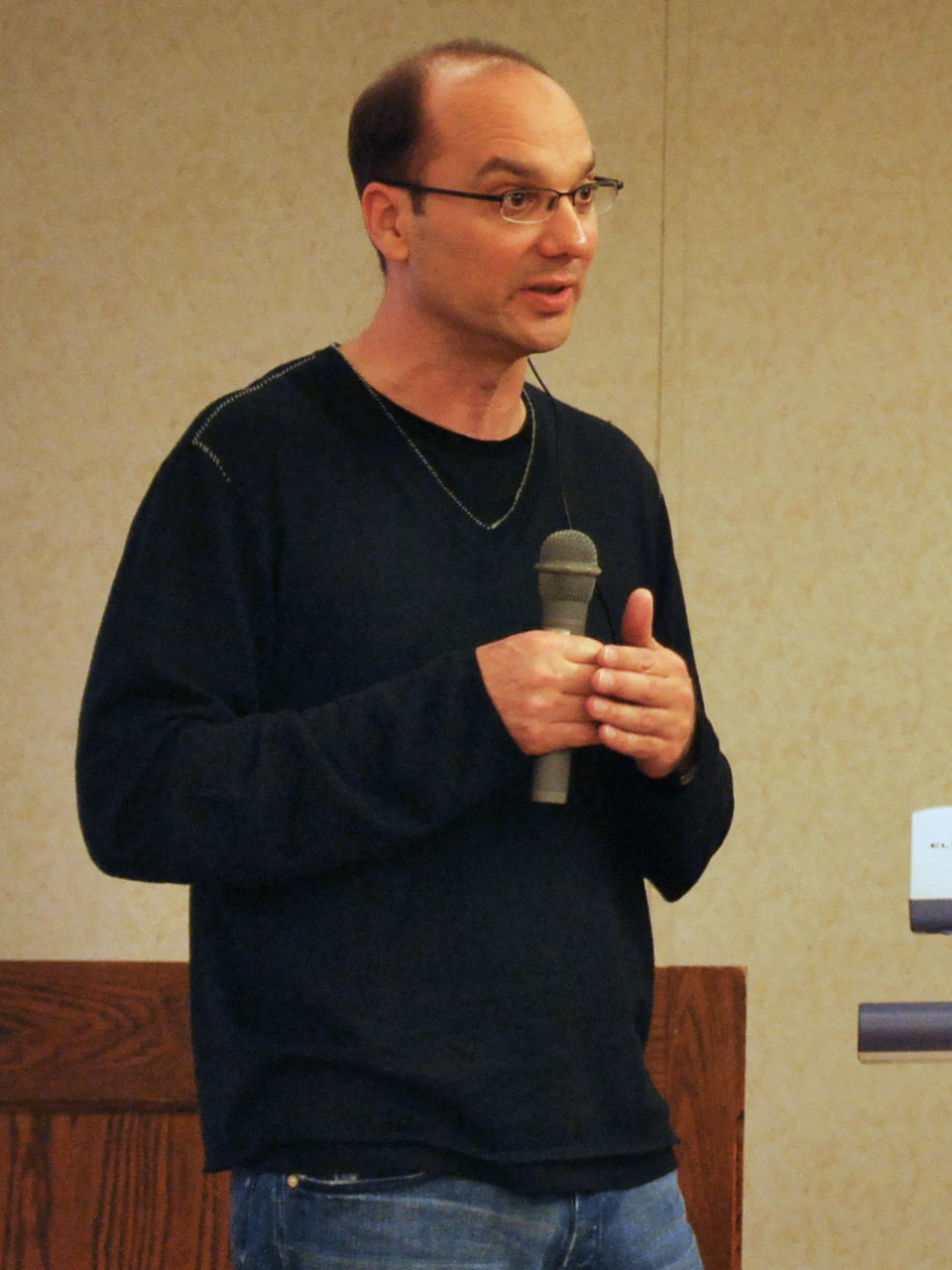
에센셜의 설립자 앤디 루빈

이 회사는 2015년 11월 9일 팰로앨토에서 안드로이드 공동 창업자 앤디 루빈이 플레이그라운드 글로벌(Playground Global)의 자금 지원을 받아 설립했다. 2016년 12월, 한 달 전에 매직 리프의 최고 마케팅 책임자 직을 그만둔 브라이언 월리스는 루빈과 함께 일하고 있다고 보도되었다. 같은 달 'Essential' 브랜드 이름의 상표도 미국특허청에 출원되었다.
2017년 1월, 이 새로운 회사가 스마트폰을 비공식적으로 공개할 계획이라고 보도되었다. 3월에 루빈은 자신의 X (소셜 네트워크) 계정에 미공개 스마트폰을 암시하는 이미지를 공개했다. 5월 25일, 회사는 트위터 계정에 스마트폰의 두 번째 이미지를 공개했다. 5월 30일, 회사는 에센셜 폰이라는 스마트폰과 스마트 스피커 에센셜 홈을 모두 발표했다.
2017년 8월, 아마존, 텐센트, 폭스콘이 에센셜 프로덕츠에 투자했다고 보도되었다.
2017년 8월, 이 회사는 유니콘 기업으로 평가되었다.
2018년 5월 25일, 회사는 다음 플래그십 모델을 취소하고 매각될 것이라고 보도되었다.
2018년 12월, 에센셜은 모바일 이메일 앱 뉴턴의 소유자인 클라우드매직을 인수했다.
2019년 10월, 에센셜은 PH-1의 후속작인 'Gem'을 공개했다. 이 장치는 이전 모델보다 훨씬 날렵한 형태를 가지며, 대부분 음성 제어에 의존하고, 음성 제어 입력을 처리하기 위해 고급 AI를 활용할 예정이었다.
그러나 이 신제품은 2020년 2월 12일 회사가 "고객에게 ['Gem']을 전달할 명확한 방법이 없다"며 운영 중단을 발표함에 따라 시장에 출시되지 못했다.
2021년 2월 17일, 이 브랜드는 칼 페이의 Nothing 스타트업에 인수되었다.

## 제품

### 에센셜 폰

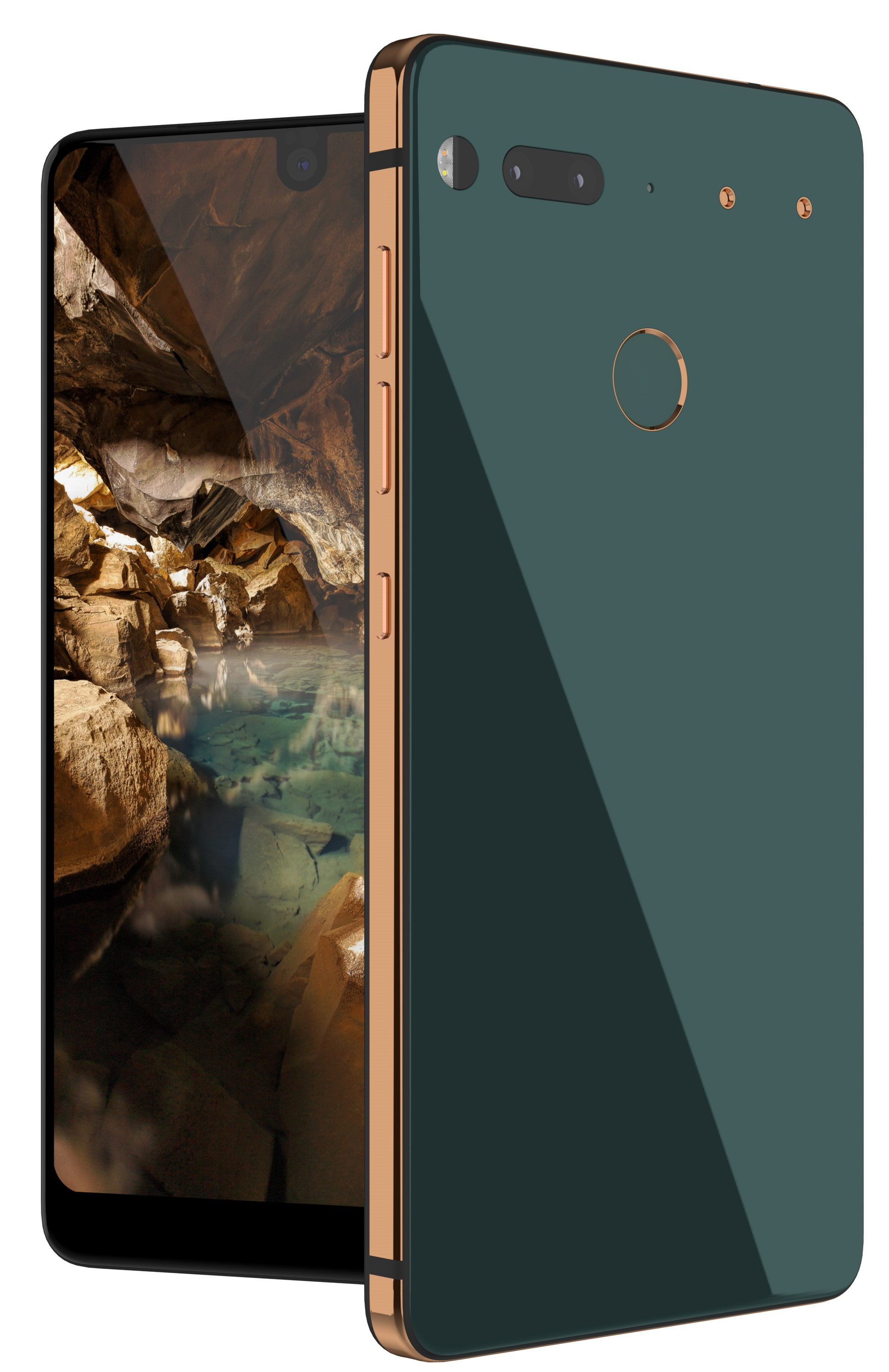
"오션 뎁스" 색상의 에센셜 폰

에센셜 폰은 2017년에 출시된 휴대폰이다. 이 장치는 안드로이드 10으로 업그레이드 가능하며, 미국과 캐나다에서만 판매되었다. 회사의 사업 중단으로 인해 2020년 2월 3일 이후에는 보안 패치를 포함한 소프트웨어 업데이트를 더 이상 받지 못한다.

### 뉴턴 메일
2019년 초 에센셜 프로덕츠는 2018년 9월에 서비스가 중단된 뉴턴 메일 앱 개발사인 클라우드매직(CloudMagic, Inc.)을 인수했다. 뉴턴 메일은 인수 직후 서비스를 재개했다. 뉴턴은 2020년 4월 30일에 서비스를 중단했다.

### 미출시 제품
프로젝트 GEM은 에센셜 프로덕츠에서 개발한 두 번째 휴대폰의 프로토타입이었다. 2019년 10월 9일 회사 블로그 게시물을 통해 발표되었으며, 에센셜의 사업 중단과 동시에 3개월 후인 2020년 2월 12일에 취소되었다.
에센셜 홈은 에센셜이 설계한 운영체제인 "앰비언트 OS"를 실행하는 스마트 스피커이자 스마트 홈 허브로 계획되었다. 이 장치는 2017년 말 출시될 예정이었지만, 시장에 출시되지 못했다.